# Brachylomia discinigra
Brachylomia discinigra är en fjärilsart som beskrevs av Walker 1856. Brachylomia discinigra ingår i släktet Brachylomia och familjen nattflyn. Inga underarter finns listade i Catalogue of Life.

## Bildgalleri

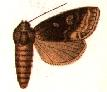